# Distretti del Brunei

Distretti del Brunei

I distretti del Brunei (daerah) sono la suddivisione territoriale di primo livello del Paese e sono pari a 4. Ciascuno di essi si suddivide ulteriormente in mukim.

## Lista
| Localizzazione | Distretto                 | Capoluogo           | Popolazione (2011) | Superficie (km²) |
| -------------- | ------------------------- | ------------------- | ------------------ | ---------------- |
|                | Distretto di Belait       | Kuala Belait        | 60 744             | 2 725            |
|                | Distretto di Brunei-Muara | Bandar Seri Begawan | 279 924            | 570              |
|                | Distretto di Temburong    | Bangar              | 8 852              | 1 166            |
|                | Distretto di Tutong       | Pekan Tutong        | 43 852             | 1 303            |